# シュウカイドウ
シュウカイドウ（秋海棠、学名：Begonia grandis）は、シュウカイドウ科シュウカイドウ属（ベゴニア属）に分類される多年生草本球根植物である。和名は中国名「秋海棠」の音読み。ヨウラクソウ（瓔珞草）、相思草、断腸花、八月春とも呼ばれる。

## 分布
中国大陸（山東省以南）、マレー半島に分布する。
日本では江戸時代初期に園芸用に持ち込まれた帰化植物（#園芸を参照）である。

## 特徴
夏から初秋にかけて草丈 70cm 前後に生長し、扁心形で左右非対称の葉を互生させる。この葉は長さが 20cm 程度と大きい。葉にはシュウ酸が含まれる。
花期は 8 - 10月。花期になると茎の頂点から花序を伸ばし、2 - 3cm 程度の淡紅色の花を咲かせる。雌雄異花同株で、雄花は上方に正面に向いて開き、中央に黄色く球状に集まった雄蘂が目立ち、４枚の花弁のうち実は左右の小さな2枚が花弁で、上下の大きな花弁のように見える2枚は萼。雌花には下方に垂れ下がった状態で下方に向いて開き、中央の黄色い雌蕊は3つに分かれ先はらせん状になっている。雌花も雄花と同様の花を咲かせるが、三角錐状の子房を持ち小さな花弁が１枚だけのことが多い。
花が終わると、こげ茶色がかり羽が 3枚ある楕円形の実を付ける。この種子のほか、開花後には葉腋に珠芽を付け、それでも殖える。
実を付ける頃には地上部は枯れ、球根で越冬する。

## 日本人とのかかわり

### 園芸
江戸時代初期に日本に持ち込まれて以降、園芸用として栽培されている。貝原益軒の『大和本草』に、「寛永年中、中華より初て長崎に来る。……花の色海棠に似たり。故に名付く」と記されている。
シュウカイドウ属の中では耐寒性が高く、同属の中では唯一、日本の九州以北に定着し野生化している。基本的に丈夫で、繁殖も容易である。球根を植えれば屋外でも定着し、種子や珠芽を播いて殖やすことができる。直射日光が当たらない程度に明るく、湿気の多い場所を好む。
なお、近年は同属の多くの種が持ち込まれ園芸用として栽培されており、それらは主に「ベゴニア」と呼ばれているが、本(亜)種は古くから定着していたため、ベゴニアとは呼ばれない。
この他に日本に自生する種としては、沖縄県の八重山諸島にコウトウシュウカイドウ (B. fenicis Merr.) とマルヤマシュウカイドウ (B. formosana (Hayata) Masam.) がある。いずれも森林内の谷間周辺に見られ、コウトウシュウカイドウは茎が立って木立状になり、マルヤマシュウカイドウは茎が短く、葉は根出状になる。

### 俳句
俳句では秋の季語として詠まれる。
- 「秋海棠 西瓜の色に 咲きにけり」 松尾芭蕉